# Qin Liangyu
Qin Liangyu (Zhongzhou, 1574-Chongqing, 1648), nombre de cortesía Zhensu, fue una mujer general china conocida por defender a la Dinastía Ming de los ataques de los manchúes en el siglo XVII.

## Educación y vida tempranas
Qin Liangyu nació en Zhongzhou (忠州), en la actualidad en el Condado Zhong, Chongqing, de padres de la etnia Miao. Su padre, Qin Kui (秦葵), obtuvo la posición de gongsheng (貢生) en el examen de servicio civil. Creía que las niñas debían recibir la misma educación que los niños, así que cuidó que Qin Liangyu estudiara los clásicos del confucianismo al igual que sus hermanos varones. También les enseñó artes marciales a todos su hijos. Qin Liangyu aprendió las artes marciales más profundamente que sus hermanos, destacando en equitación y tiro con arco. También era conocida su habilidad en poesía.

## Matrimonio con Ma Qiancheng
En 1595, Qin Liangyu se casó con Ma Qiancheng (馬千乘), el tusi y xuanfushi (宣撫使; "Comisario Anunciador y Pacificador") del Condado Shizhu, y le acompañó en batallas menores contra señores de la guerra locales en la frontera suroeste del Imperio Ming. Tuvieron un buen matrimonio y él a menudo buscaba su consejo. En 1599, cuándo Yang Yinglong (楊應龍) empezó una rebelión en Bozhou (播州; en la actualidad, Zunyi, Guizhou), Ma Qiancheng llevó consigo 3.000 jinetes para suprimir el levantamiento mientras Qin Liangyu dirigió 500 más para apoyar a su marido. Entre los dos sofocaron la rebelión y destruyeron los campamentos rebeldes.
En 1613, Ma Qiancheng ofendió a Qiu Chengyun (邱乘雲), un eunuco influyente en la corte, y acabó arrestado y encarcelado, muriendo más tarde en prisión. Qin Liangyu sustituyó a su marido como xuanfushi del condado Shizu, siendo conocidos aquellos bajo su mando como la Caballería Blanca (白杆兵).

## Resistiendo fuerzas rebeldes en Sichuan
En 1620, el hermano mayor de Qin Liangyu, Qin Bangping (秦邦屏), dirigió los 3.000 jinetes de la Caballería Blanca a Liaodong para resistir a los invasores manchúes. Murió en acción, en la Batalla del río Hun (渾河之戰).
En 1623, Qin Liangyu asistió a las fuerzas Ming en su lucha contra la rebelión She-An en Sichuan y Guizhou dirigida por She Chongming (奢崇明) y Un Bangyan (安邦彥). Al año siguiente, otro hermano mayor, Qin Minping (秦民屏), fue muerto en batalla por las fuerzas de Un Bangyan.
En 1630, cuándo las fuerzas de los Jin posteriores asediaron la capital Ming, Pekín, Qin Liangyu dirigió las fuerzas de Sichuan para reforzar la capital. El emperador Chongzhen la colmó de alabanzas en poesía y le presentó cuatro poemas mientras pasaba por Pekín. En 1634, cuándo el ejército rebelde de Zhang Xianzhong invadió Sichuan, Qin Liangyu y su hijo, Ma Xianglin (馬祥麟), dirigieron sus tropas contra ellos, derrotándolos en Kuizhou (夔州; en la actualidad, Condado Fengjie, Chongqing) y expulsándolos de la región. En 1640, Qin Liangyu derrotó otra fuerza rebelde dirigida por Luo Rucai (羅汝才) en Kuizhou y Wushan. En reconocimiento a sus contribuciones al imperio, el emperador Chongzhen la nombró guardiana del Príncipe Heredero (太子太保) y le otorgó el título de "Marquesa Zhongzhen" (忠貞侯; en chino, "Marquesa Leal y Casta").

## Últimos años y muerte
El Imperio Ming se derrumbó en 1644 por las acciones del líder rebelde Li Zicheng, y la mayor parte del territorio fue conquistado por los Jin posteriores (luego renombrados dinastía Qing). Algunos leales Ming formaron un estado remanente, el de la Dinastía Ming del Sur, para resistir a los invasores. Su gobernante nominal, el emperador Longwu, también le concedido a Qin Liangyu un título de marquesa.
Qin Liangyu controlaba parte del Condado de Shizhu y su política de autoabastecimiento agrícola hizo la región atractiva para los refugiados. Ella ayudó a aproximadamente 100.000 refugiados a establecerse en Shizhu.
Qin Liangyu murió en 1648 y fue enterrada en el actual pueblo de Yachun, distrito Dahe, Condado Shizhu, Chongqing. Le fue dado el nombre póstumo "Zhongzhen" (忠貞; en chino. "Leal y Casta") y le sobrevivió su hijo, Ma Xianglin (馬祥麟).

## Legado
La vida de Qin Liangyu, junto con sus armas y armadura, se exhiben en un museo en Shizhu, Chongqing. Una estatua de ella se encuentra en la sala Ganyu del templo Shibaozhai en el condado Zhong (monumento preservado durante el proyecto de la presa de las Tres Gargantas). Junto con Hua Mulan, Liang Hongyu y la decimotercera Hermana, Qin Liangyu es una de las más conocidas guerreras en China.

## En la cultura popular
Qin Liangyu a veces aparece como diosa de la puerta, normalmente en asociación con Mu Guiying.
Qin Liangyu es una de las 32 figuras históricas representadas como personajes especiales en el videojuego Romance of the Three Kingdoms XI de Koei.
También es uno de los servant que aparecen en el videojuego Fate/Grand Order.